# Большая мечеть (Тирана)
Большая мечеть (алб. Xhamia e Madhe) — мечеть, расположенная в центре албанской столицы Тираны.

## История и архитектура
Идея постройки соборной мечети в Тиране зародилась еще после обретения Албанией независимости в 1912 году. После падения коммунистического режима в Албании в 1991 году, албанские мусульмане часто обращались с просьбой о постройке новой мечети, так как существующие мечети не могут вместить всех верующих. В 1992 году тогдашний президент Сали Бериша, заложил первый камень мечети. Однако строительство не было завершено после того, как спикер парламента Петер Арбнори оспорил решение о строительстве мечети. Вновь решение о строительстве мечети было принято в 2010 году тогдашним мэром Тираны Эди Рамой.
В 2015 году президент Турции Реджеп Тайип Эрдоган посетил Албанию и принял участие в церемонии открытия мечети.